# マリヤ・テムリュコヴナ
マリヤ・テムリュコヴナ（ロシア語: Мари́я Темрюко́вна, 1544年頃 - 1569年9月1日(O.S.8月22日)）は、イヴァン4世の2番目の皇妃（ツァリーツァ）。チェルケス人もしくはカバルダ人のムスリム王族であるテムル・グキの娘。正教に改宗する前の名はクチェニェイ（ロシア語: Кученей ）。

## 生涯
1560年、イヴァン4世の最初の妻アナスタシア・ロマノヴナが息を引き取ると、カフカース北部からモスクワ宮廷に連れて来られた。ロシア民衆の伝説ではアナスタシアは異教徒を後添えにせぬよう夫に言い残したという。イヴァン4世は若く美しいマリヤに心奪われてすぐに再婚することを決め、自分が31歳を迎える4日前の1561年8月21日に結婚式を挙げた。1547年のイヴァンの最初の結婚式ではモスクワ市民が暴動を起こしたため、3日間の祝宴のあいだ首都の庶民には外出禁止命令が出された。
マリヤはロシア語が全く話せず、ロシアの生活様式も知らなかったが、後にはロシア語を学び、ツァーリに国政についての助言をするようになった。アナスタシアの産んだイヴァンとフョードルにとっては、頼りない継母であったという。1563年3月21日にヴァシーリーを出産したが、幼い息子は同年5月3日に亡くなった。マリヤはだいたい臣下に憎まれており、無作法で魔女のようだと見られていた。イヴァン4世にオプリーチニキを創設するように進言したのはマリヤだったとする研究者もいる。1569年の夏にヴォログダで病に倒れ、アレクサンドロフの離宮で9月1日に死去した。イヴァン4世による毒殺が囁かれたが、ツァーリはこの噂に怒り、暗殺を疑う者の多くを拷問にかけた。

## 参考資料
- Troyat, Henri Ivan le Terrible. Flammarion, Paris, 1982
- de Madariaga, Isabel Ivan the Terrible. Giulio Einaudi editore, 2005
- R.G.スクルィンニコフ著 / 栗生澤猛夫訳『イヴァン雷帝』成文社 1994年